# Mao Anqing

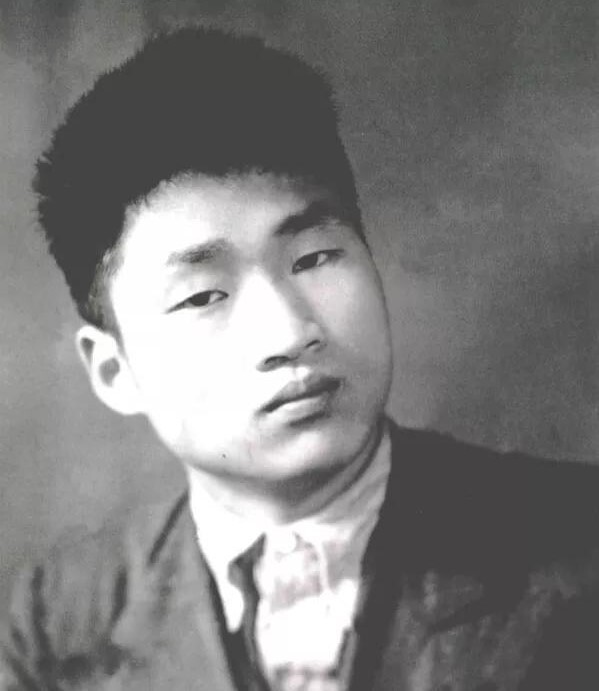
Mao Anqing

Mao Anqing (chinesisch 毛岸青, Pinyin Máo Ànqīng; * 2. November 1923 in Shaoshan, Republik China; † 23. März 2007 in Peking, Volksrepublik China) war der letzte bekannte überlebende Sohn von Mao Zedong und seiner zweiten Ehefrau Yang Kaihui. Sein älterer Bruder Mao Anying starb 1950 im Koreakrieg.

## Leben
Er wurde 1923 geboren und verbrachte ab 1936 mit seinem älteren Bruder Anying seine Zeit in Paris und dann in Moskau. Die beiden Brüder kehrten 1947, zwei Jahre vor dem Sieg der Kommunisten über die Kuomintang, nach China zurück. Er heiratete 1960 die Fotografin Shao Hua (1938–2008). Ihr gemeinsamer Sohn Mao Xinyu (* 17. Januar 1970) wurde 2009 der jüngste Generalmajor in der Volksbefreiungsarmee. Anqing arbeitete als Übersetzer. Nachdem er an Schizophrenie erkrankte, lebte er zurückgezogen und war politisch nicht aktiv. Er starb am 23. März 2007.